# Centro de Treinamento da Graciosa
O Centro de Treinamento da Graciosa (CT da Graciosa) é um espaço construído pelo Coritiba em dezembro de 1997, para realizar treinamentos para as equipes profissionais e da base.

## História
Em 1988, o presidente do Coritiba, Bayard Osna, o homem que deu o pontapé inicial para a construção do centro de treinamento. Mas, as obras de fato, começaram somente em 1995. O CT foi inaugurado no dia 20 de dezembro de 1997 e recebeu o nome de Bayard Osna, uma homenagem ao ex-presidente. Depois da construção, o CT passa por reformas e ampliações de sua estrutura com o objetivo de ampliação e modernização.

## Estrutura
- 5 campos oficiais de futebol (105 x 68 m), com diferenciados gramados

- 3 vestiários

- piscina térmica

- estacionamento

- comitê de imprensa

- academia

- clínicas de fisiologia, fisioterapia, psicologia e nutrição

## Localização
A 10 quilômetros do Estádio Couto Pereira, o Centro de Treinamento Bayard Osna está localizado na cidade de Colombo, região metropolitana de Curitiba. Vias de fácil acesso levam ao CT, que está localizado em uma das regiões mais valorizadas da cidade, muito próximo ao Alphaville.
Endereço: Estrada da Graciosa, 2687
Guaraituba – Colombo-PR – 83.413-200